# Casale Rosso
Casale Rosso è il piano di zona B34 del Municipio Roma V di Roma Capitale. Fa parte della zona Z. VIII Tor Sapienza.
Insieme al piano di zona B46 Casale Rosso 2, è situato nell'area est della capitale all'interno del Grande Raccordo Anulare, nell'angolo formato da via Prenestina e viale Palmiro Togliatti.

## Storia
Il piano di zona prende il nome da un casale, di colore rosso, posto su di una collinetta. L'area, adibita a discarica, è stata bonificata fra il 2000 e il 2001 con l'inizio della costruzione delle 10 palazzine del PdZ B34, poste sul lato sinistro del nuovo viale, formatosi con il PdZ stesso, e dedicato al pittore Franco Angeli. Il PdZ B46, invece, si trova sul lato destro dello stesso viale.

Durante gli scavi, nel 2002, fu trovato un basolato romano che comportò una variante al PdZ stesso.